# Тено (ера)
Тено (天応) је јапанска ера (ненко) која је наступила после Хоки и пре Енрјаку ере. Временски је трајала од јануара 781. до августа 782. године и припадала је Нара периоду. Владајући цареви били су Конин и син Канму.

## Важнији догађаји Тено ере
- 22. децембар 781. (Тено 1, трећи дан дванаестог месеца): После 11 година владавине цар Конин абдицира у корист сина.[3][4] Син преузима престо и постаје цар Канму.[5][6]